# Obywatele – Partia Obywatelska
Obywatele lub Obywatele – Partia Obywatelska (hiszp. Ciudadanos lub Ciudadanos-Partido de la Ciudadanía, kat. Ciutadans lub Ciutadans-Partit de la Ciutadania, Cs) – hiszpańska partia polityczna, działająca początkowo głównie w Katalonii, a następnie w całym kraju. Jest ugrupowaniem o profilu socjalliberalnym i unionistycznym.

## Historia
Partia powstała w 2006, deklarując się jako partia unionistyczna, przeciwna nacjonalizmowi (również regionalnemu katalońskiemu). Programowo określiła się jako formacja łącząca elementy socjaldemokracji i postępowego liberalizmu. Jej przewodniczącym został Albert Rivera.
Obywatele działali początkowo głównie w Katalonii. W wyborach do regionalnego parlamentu w 2006 i w 2010 otrzymywali ponad 3% głosów i po 3 mandaty. W 2012 ugrupowanie poparło ponad 7,5% głosujących, dzięki czemu do katalońskiego parlamentu weszło 9 jej przedstawicieli. Partia rozszerzyła swoją działalność, organizując w 2013 w Madrycie zjazd krajowy i przyjmując na nim manifest programowy La conjura de Goya.
W wyborach europejskich w 2014 partia otrzymała w skali kraju około 3,2% głosów i 2 mandaty w PE VIII kadencji, które obsadzili Javier Nart oraz Juan Carlos Girauta, którzy dołączyli do frakcji Porozumienia Liberałów i Demokratów na rzecz Europy.
W wyborach w 2015 ugrupowanie po raz pierwszy wprowadziło swoich przedstawicieli do większości parlamentów regionalnych, następnie zwiększyło swoją delegację poselską w Katalonii do 25 osób. W wyborach parlamentarnych w tym samym roku ugrupowanie otrzymało 13,9% głosów, co przyniosło mu 40 mandatów w nowo wyłonionym Kongresie Deputowanych. W przedterminowych wyborach w 2016 partię poparło 13,1% głosujących, co przełożyło się na 32 mandaty poselskie.
W 2017 ugrupowanie zwyciężyło w wyborach regionalnych w Katalonii, jednak większość w regionalnym parlamencie uzyskały ugrupowania opowiadające się za niepodległością wspólnoty. W 2019 partia podpisała porozumienie z formacją Związek, Postęp, Demokracja, włączając jej kandydatów na swoje listy wyborcze. W wyborach w kwietniu tegoż roku otrzymała 15,8% głosów i 57 miejsc w Kongresie Deputowanych XIII kadencji. W wyniku odbywających się następnie w 2019 wyborów europejskich Obywatele uzyskali 7 mandatów (oraz 1 mandat zawieszony do czasu brexitu).
W kolejnych przedterminowych wyborach krajowych z listopada 2019 ugrupowanie poniosło porażkę, otrzymując 6,8% głosów i utrzymując tylko 10 miejsc w Kongresie Deputowanych. Albert Rivera dzień po wyborach ogłosił swoje odejście z funkcji przewodniczącego partii, zrzeczenie się mandatu i rezygnację z aktywności politycznej. W 2020 nową przewodniczącą partii została Inés Arrimadas. Po jej odejściu z tej funkcji w 2023 pozostała ona nieobsadzona; faktycznie na czele partii stanął nowy sekretarza generalny Adrián Vázquez Lázara, który zrezygnował z tego stanowiska w 2024.
W maju 2023 ugrupowanie poniosło porażkę w wyborach lokalnych i regionalnych; podjęło następnie decyzję o niebraniu udziału w rozpisanych na lipiec tegoż roku wyborach parlamentarnych. W wyborach europejskich w 2024 partia otrzymała 0,7% głosów, nie uzyskując żadnych mandatów. W tymże roku nowym sekretarzem generalnym partii został Carlos Pérez-Nievas.